# Cryphoeca
Cryphoeca is een geslacht van spinnen uit de  familie van de waterspinnen (Cybaeidae).

## Soorten
- Cryphoeca angularis Saito, 1934
- Cryphoeca brignolii Thaler, 1980
- Cryphoeca carpathica Herman, 1879
- Cryphoeca exlineae Roth, 1988
- Cryphoeca lichenum L. Koch, 1876
  - Cryphoeca lichenum nigerrima Thaler, 1978
- Cryphoeca montana Emerton, 1909
- Cryphoeca nivalis Schenkel, 1919
- Cryphoeca pirini (Drensky, 1921)
- Cryphoeca shingoi Ono, 2007
- Cryphoeca shinkaii Ono, 2007
- Cryphoeca silvicola (C. L. Koch, 1834) – Kleine bostrechterspin
- Cryphoeca thaleri Wunderlich, 1995